# Releveur du mois

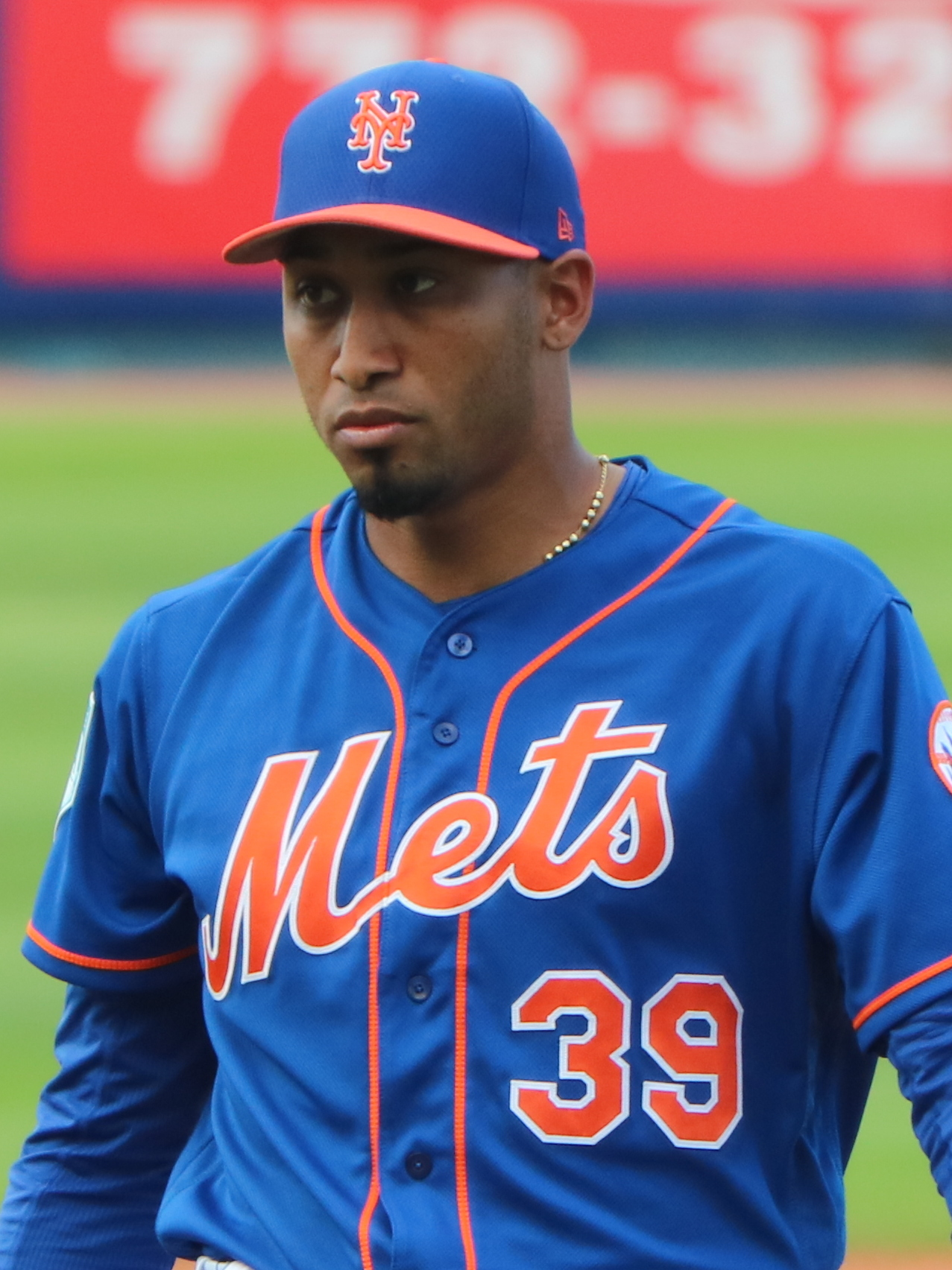
Le joueur portoricain Edwin Díaz a été élu releveur du mois 5 fois entre 2017 et 2018 en Ligue américaine.

Le releveur du mois est un prix de la Ligue majeure de baseball. Il récompense le lanceur de relève (releveur) ayant offert les meilleures performances à chaque mois de la saison de baseball. Le prix, créé en 2017, est remis 6 fois par année, d'avril à septembre. Un gagnant est récompensé dans la Ligue nationale et un autre dans la Ligue américaine, les deux ligues qui composent la Ligue majeure de baseball (MLB).

## Gagnants
| Année | Mois      | Ligue nationale  | Équipe                   | Ligue américaine  | Équipe               |
| ----- | --------- | ---------------- | ------------------------ | ----------------- | -------------------- |
| 2017  | Avril     | Greg Holland     | Rockies du Colorado      | Cody Allen        | Indians de Cleveland |
| 2017  | Mai       | Greg Holland (2) | Rockies du Colorado      | Craig Kimbrel     | Red Sox de Boston    |
| 2017  | Juin      | Kenley Jansen    | Dodgers de Los Angeles   | Roberto Osuna     | Blue Jays de Toronto |
| 2017  | Juillet   | Brad Hand        | Padres de San Diego      | Edwin Díaz        | Mariners de Seattle  |
| 2017  | Août      | Corey Knebel     | Brewers de Milwaukee     | Álex Colomé       | Rays de Tampa Bay    |
| 2017  | Septembre | Sean Doolittle   | Nationals de Washington  | Aroldis Chapman   | Yankees de New York  |
| 2018  | Avril     | Josh Hader       | Brewers de Milwaukee     | Edwin Díaz (2)    | Mariners de Seattle  |
| 2018  | Mai       | Brad Hand (2)    | Padres de San Diego      | Blake Treinen     | Athletics d'Oakland  |
| 2018  | Juin      | Kyle Barraclough | Marlins de Miami         | Edwin Díaz (3)    | Mariners de Seattle  |
| 2018  | Juillet   | Felipe Vázquez   | Pirates de Pittsburgh    | Edwin Díaz (4)    | Mariners de Seattle  |
| 2018  | Août      | Héctor Neris     | Phillies de Philadelphie | Edwin Díaz (5)    | Mariners de Seattle  |
| 2018  | Septembre | Corey Knebel     | Brewers de Milwaukee     | Blake Treinen (2) | Athletics d'Oakland  |